# Перемиловка
Перемиловка (укр. Перемилівка) — село в Млиновской поселковой общине Дубенского района Ровненской области Украины.
До 2020 года входило в Млиновский район.
Население по переписи 2001 года составляло 234 человека. Почтовый индекс — 35124. Телефонный код — 3659. Код КОАТУУ — 5623886401.